# Гипподамова система

Вверху: размеры кварталов городов, спланированных в регулярной сетке.
Внизу: зависимость длины улично-дорожной сети от размера квартала для общей площади поселения, равной 40 акрам (размеры — в футах).

Гипподамова система или гипподамов город — способ планировки античных городов с пересекающимися под прямым углом улицами, равными прямоугольными кварталами и площадями, отводимыми под общественные здания и рынки, кратными стандартным размерам квартала. Вслед за Аристотелем её обычно связывают с именем древнегреческого архитектора Гипподама Милетского, хотя ныне известны и более ранние примеры. По гипподамовой системе в разное время были распланированы многие как античные (Пирей, Родос, Фурии, Александрия Египетская), так и современные города.
Гипподамова система предполагала идентичные кварталы (100×40 м). Главные улицы были перпендикулярны друг другу, у каждого квартала было 10 дворов. Полное равноправие застройки, демократическая сетка. Городская стена была прихотлива (волнистая). Жилые кварталы, одинаковые по размерам, разделялись пополам проходом, в котором были устроены траншеи канализации, перекрытые плитами. Прямые улицы (если позволял рельеф) были ориентированы по сторонам света. К главной улице примыкала агора. Театры и стадионы строились за пределами жилых кварталов.